# Сысоев, Пётр Александрович
Пётр Алекса́ндрович Сысо́ев (25 января 1911, Таганрог — 8 марта 1991, Москва) — российский советский руководитель оборонной промышленности, организатор производства. Герой Социалистического Труда (1966).

## Биография
Родился 25 января 1911 года в Таганроге. Окончил Таганрогский индустриальный техникум. По распределению попал в Ижевск.
Осваивал сложное производство советских автоматов, рос по служебной лестнице, проходил традиционные ступеньки: мастер, начальник бюро, начальник цеха, главный специалиста завода. Заочно учился.
С началом Великой Отечественной войны П. А. Сысоев вместе с заводом эвакуировался в тыл, в город Воткинск. Там ему довелось организовать в кратчайшие сроки освоение и затем массовое производство противотанковых ружей. О нём писал потом в своих воспоминаниях В. Н. Новиков, бывший замнаркома, как о талантливом организаторе и блестящем инженере-новаторе. Молодого специалиста быстро заметили на самом верху. Его назначают директором Ижевского оружейного завода, с 1946 года — Воткинского артиллерийского завода, с 1947 года — Ижевского оборонного завода № 74.
В сентябре 1953 года П. А. Сысоева перевели на работу в Сибирь, на Красноярский машиностроительный завод. Он занимается перепрофилированием завода с производства зенитной артиллерии на производство ракетно-космической техники. В обстановке строжайшей секретности шел процесс развития знаменитого, в определённых узких кругах, «Красмаша». Но одновременно с ракетами завод также выпускал один из самых массовых советских холодильников «Бирюса» и современное медицинское оборудование.
Когда в 1966 году было создано Министерство общего машиностроения СССР (министерство, осуществлявшее все работы по ракетно-космической тематике, от проектирования до испытаний образцов и серийного освоения) до во главе с С. А. Афанасьевым, тот стал подбирать себе команду. В числе первых в 1966 году он пригласил Петра Александровича Сысоева. Тот только что стал Героем Социалистического Труда, как сказано было в закрытом до сих пор Указе «…За выполнение особо важного государственного задания».
В 1966 году П. А. Сысоев был назначен членом коллегии и одновременно начальником Первого Главного Управления Министерства общего машиностроения СССР.
Умер 8 марта 1991 года в Москве.

## Государственные награды
- Герой Социалистического Труда (26.07.1966)
- Три ордена Ленина
- Два ордена Трудового Красного Знамени
- Орден Отечественной войны 1-й степени
- Орден Красной Звезды
- Две медали «За трудовую доблесть»
- Медаль «За трудовое отличие»
- Медаль «За доблестный труд в Великой Отечественной войне 1941—1945 гг.»
- Медаль «За освоение целинных земель»
- другие медали СССР